# Hittman (groupe)
Pour les articles homonymes, voir Hittman.
Hittman est un groupe américain de metal progressif, originaire de New York, dans l'État de New York.

## Histoire
Issus de différents groupes locaux new-yorkais, le guitariste Jim Bachi, le bassiste Michael Buccellato (abrégé en Buccell), le batteur Chuck Kory, et le chanteur Scott Knight, se réunissent en septembre 1984 pour former Hittman à Huntington, Long Island. Après quelques mois, il fallait se séparer de Knight, qui ne semblait pas assez bon aux yeux des autres membres. Dirk Kennedy, qui participe à la création d'Anthrax, est attiré par une annonce,. Peu de temps après, le deuxième guitariste Brian Fair est ajouté à la formation,. En juin 1985, la démo Metal Sport est réalisée. Avec les morceaux étudiés, ils font la première partie de Saxon, Poison, Black 'n Blue et Stryper entre autres. Fair est laissé de côté lors de la professionnalisation. Son premier remplaçant est Greg Walls, suivi par John Kristen,. Vers 1986, une deuxième démo, non destinée à l'extérieur et donc non officielle, est distribuée à des personnes choisies de l'industrie musicale,,. Des mois passent ensuite à mener des discussions inefficaces avec toute une série des labels discographiques. Pendant ce temps, Kennedy forma sa voix sous la direction d'un professeur de chant d'opéra et peut ensuite rivaliser avec le chanteur Geoff Tate de Queensrÿche.
Le 12 août 1988, Steamhammer, qui s'empare en mars, publie son premier album éponyme, bien que seule la chanson éponyme de la démo Metal Sport ait été incluse dans l'album. On y trouve également une reprise de la mélodie de la série télévisée de Johnny Rivers, Secret Agent Man. Pour les auditeurs américains de metal, l'attachement de Hitman au label qui, après une expansion ratée à l'étranger,, n'était à nouveau établi qu'en Allemagne, constituait un obstacle, car ils ne pouvaient obtenir l'album que par le biais de l'importation. Selon l'interprétation d'AllMusic, cela étouffe la carrière, ce qui retarde à nouveau la production d'un deuxième album. En revanche, l'Encyclopedia of Popular Music estime que des querelles internes au groupe ont retardé l'élaboration du deuxième album. Dirk Kennedy lui-même explique que les négociations avec le label américain PolyGram sont d'abord problématiques en raison de l'exigence de reprise du premier album, qui avait entre-temps été licencié avec succès par Roadracer Records, que Steamhammer réagit ensuite avec colère à la tentative de débauchage et que finalement cette entreprise fait également faux bond en raison de changements de personnel au sein du département PolyGram compétent, ce qui rend opportun le fait de rester chez Steamhammer. À la suite de problèmes juridiques liés à l'appartenance au label, la tendance à la hausse s'arrête et le management laisse tomber le groupe. Le groupe abandonne le projet d'album Precision Killing, mais il semblait de toute façon inapproprié pour les musiciens de sortir un album-concept ressemblant à Operation : Mindcrime (le méga-succès de Queensrÿche).
Avec le nouveau batteur Mark Jenkins, l'album Vivas Machina est abordé en novembre 1991, terminé en mai 1992, mixé en juillet, annoncé pour août 1992 et sort dans les derniers jours de janvier 1993. Kennedy a expliqué que le producteur Bob St. John avait dû s'occuper de plusieurs commandes en même temps, dont la production prioritaire du CD Extreme III Sides to Every Story. Les concerts qui suivent la sortie font en partie très peu fréquentés. Lors d'un concert en mai 1993 avec Skew Siskin et Sargant Fury au E-Werk d'Erlangen, qui pouvait accueillir environ 900 personnes, il n'y a qu'une quarantaine de personnes présentes. Pendant ce temps, le groupe avait déjà écrit les premières chansons pour un troisième album, qui présentaient à nouveau une note plus dure. Une tournée est encore effectuée, mais en raison de chiffres de vente en chute libre et d'enjeux financiers importants, le groupe se sépare en 1994. C'est en tout cas ce que pense AllMusic, tandis que le site Hotel 666 - where the metalheads reside... considère que d'autres imbroglios juridiques et une politique de label égoïste sont à l'origine de la séparation. Aucune déclaration officielle de séparation n'est faite.
En 2004, Kennedy enregistre l'album solo Life is Now. En 2007, il y a des plans pour faire revivre Hittman, qui devaient aboutir à un concert au douzième festival Keep It True. Le concert est annulé en raison d'un deuil familial non décrit en détail. Le 11 novembre 2013, Mike Buccell décède dans un accident, ce qui rend caduque au moins une réunion de la formation de base (il n'avait été remplacé que brièvement par Nick Mitchell). Kennedy ne peut pas envisager pour le moment une nouvelle édition sans Buccell.

## Style musical
Selon l'Encyclopedia of Popular Music, les critiques placent Hittman au même niveau que Savatage et Accept, malgré l'absence totale d'innovation. Eduardo Rivadavia d'AllMusic classe le premier album dans le heavy metal traditionnel, dans la direction exigeante du metal progressif à la Queensrÿche. Selon Stefan Gnad dans son livre US Metal Vol. 2, le groupe a qualifié sa musique de « Metal Sport », nom qu'il a également donné à sa première démo. Le support sonore est désormais considéré comme un classique de la scène metal américaine. Les bandes démo ne laissaient qu'une seule conclusion pour trouver la plus grande source d'inspiration, et c'était Queensrÿche,. Götz Kühnemund complète cela par l'association musicale avec Metal Church et l'association vocale avec Paul Davidson de Heir Apparent.
Les groupes de comparaison utilisés pour décrire Hittman sont Queensrÿche dans Rock Hard, également Queensrÿche dans Break Out, Queensrÿche et Iron Maiden sur hotel666.de, Queensrÿche, Fifth Angel et Crimson Glory dans Metal Hammer, grande-rock.com, Queensrÿche en premier lieu, puis Crimson Glory, Judas Priest dans une moindre mesure et Iron Maiden pour les harmonies. Martin Popoff tire des conclusions dans son livre The Collector's Guide of Heavy Metal. Volume 2 : The Eighties, une comparaison entre les chansons de Judas Priest qu'il jugeait moins bonnes et celles qui étaient plus difficiles. Kennedy reconnait l'influence de Queensrÿche dans Break Out, et dans Rock Hard, il élargit ses propos à Iron Maiden et Accept. Sur Vivas Machina, Hittman se libère de l'emprise de son modèle, estime hotel666.de. L'article du Rock Hard parle également d'une orientation vers des structures de chansons plus commerciales. La chanson Words aurait par exemple bien convenu à Bat Out of Hell de Meat Loaf. La critique le répète, tout en soulignant à nouveau la similitude des voix avec Geoff Tate. Selon Stefan Gnad, l'album est plus commercial que son prédécesseur. Au lieu d'un power metal mélodique, on y trouve des sons plus rock avec des touches de blues et des « inserts épiques et symphoniques », comme c'est le cas chez Queen. Le chant de Kennedy ressemble à un mélange de Bon Jovi et de Geoff Tate. Mario et Stefan Flores n'auraient pas non plus pu croire que le même chanteur chanterait toujours sur le deuxième album. Au lieu de cela, ils ont pensé que le groupe était Bon Jovi. Le Break Out pense déceler un peu d'extrême, car les deux groupes avaient été supervisés par le même producteur en même temps. Rockdetector.com pense même que la direction prise est celle du « metal technique ». En revanche, Musikexpress et Andreas Schöwe du Metal Hammer restent attachés à la vieille comparaison de Queensrÿche. Alors que Musikexpress affirmait que l'instrumentation tendait « vers le son de Seattle », Schöwe lance des groupes comme Rush, Van Halen, Queen et Deep Purple.
Outre les expériences que le groupe fait au fil des ans, les textes reflètent également l'engagement social de Kennedy, un végétarien intéressé par la politique. Le morceau Metal Sport, qui ouvre la plupart des concerts en direct, avait déjà été composé avant l'arrivée de Kennedy ; il est basé sur le film Rollerball, sauf que le jeu s'appelle Heavy Metal et que les joueurs sont les musiciens.

## Discographie
- 1985 : Metal Sport (démo)
- 1986 (?) : Demo II (démo non-officielle)
- 1988 : Hittman (album, Steamhammer/SPV)
- 1988 : Will You Be There (single promo, Steamhammer)
- 1993 : Vivas Machina (album, Steamhammer/SPV)
- 1993 : Words (single, Steamhammer/SPV)
- 2020 : Destroy All Humans (album, Future Primitive Records/No Remorse Records)